# Elaphomyces cyanosporus
Elaphomyces cyanosporus är en svampart som beskrevs av Tul. & C. Tul. 1851. Elaphomyces cyanosporus ingår i släktet Elaphomyces och familjen hjorttryfflar.